# Muscicapa muttui
El papamoscas muttui o papamoscas de Muttu (Muscicapa muttui) es una especie de ave paseriforme de la familia Muscicapidae propia de Asia. Es un pájaro migratorio que cría en el noreste del subcontinente indio, el sur y el interior de China y Tailandia, y migra al suroeste de la India y Sri Lanka. Se alimenta de insectos que busca bajo el dosel del bosque, normalmente cerca del suelo. Su nombre conmemora al criado de Layard, Muttu, que le llevó el espécimen de la descripción científica de la especie.

## Descripción

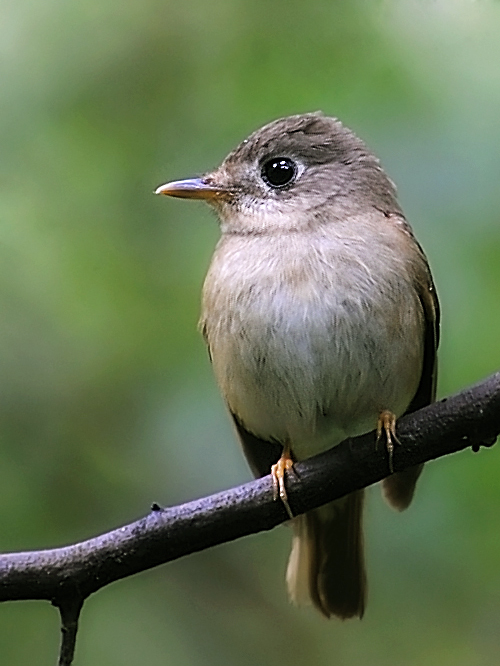
Sus patas son amarillo anaranjadas y su lorum es claro.

Mide entre 13–14 cm de largo y pesa entre 10-14 g. La coloración general de sus partes superiores es pardo oliváceo. El cañón de algunas plumas es más oscuro. Las coberteras superiores de la cola son de color rojozo, como los bordes de las plumas de vuelo. Las remiges tienen color rojizo en vexilo exterior. Su lorum es claro y presenta un anillo ocular blanco. Su barbilla y garganta son blancos, mientras que su pecho y flancos son de color anteado. Su vientre es blanquecino. Presenta infrabigoteras difusas, pero que marcan una frontera con la barbilla blanca. Sus patas y mandíbulas inferiores son de color rosado claro.
Su canto normal es un tsiit muy suave, solo audible en la cercanía, y una serie de notas de tipo chi-chi-chi-chi que termina en un chit-chit más bajo.
La especie más parecida es el papamoscas pardo, que tiene las patas negras en lugar de claras.

## Taxonomía
Fue descrito científicamente en 1854 por el ornitólogo británico Edgar Leopold Layard, con el nombre binomial de Butalis Muttui. Posteriormente se trasladó al género Muscicapa. No se reconocen subespecies diferenciadas. Hugo Weigold describió en 1922 una subespecie, stötzneri (incorrectamente escrita stotmani por E C Stuart Baker) que al parecer encaja en la variación de aparicencia geográfica clinal, por lo que en la actualidad no es reconocida.

## Distribución
Cría desde el noreste del subcontinente indio al interior de China y Tailandia, y migra a los Ghats occidentales del suroeste de la India y Sri Lanka.